# TGIF2
TGIF2 (англ. TGFB induced factor homeobox 2) – білок, який кодується однойменним геном, розташованим у людей на короткому плечі 20-ї хромосоми. Довжина поліпептидного ланцюга білка становить 237 амінокислот, а молекулярна маса — 25 878.
| 10         |  | 20         |  | 30         |  | 40         |  | 50         |
| ---------- |  | ---------- |  | ---------- |  | ---------- |  | ---------- |
| MSDSDLGEDE |  | GLLSLAGKRK |  | RRGNLPKESV |  | KILRDWLYLH |  | RYNAYPSEQE |
| KLSLSGQTNL |  | SVLQICNWFI |  | NARRRLLPDM |  | LRKDGKDPNQ |  | FTISRRGGKA |
| SDVALPRGSS |  | PSVLAVSVPA |  | PTNVLSLSVC |  | SMPLHSGQGE |  | KPAAPFPRGE |
| LESPKPLVTP |  | GSTLTLLTRA |  | EAGSPTGGLF |  | NTPPPTPPEQ |  | DKEDFSSFQL |
| LVEVALQRAA |  | EMELQKQQDP |  | SLPLLHTPIP |  | LVSENPQ    |  |            |

A: Аланін

C: Цистеїн

D: Аспарагінова кислота

E: Глутамінова кислота

F: Фенілаланін

G: Гліцин

H: Гістидин

I: Ізолейцин

K: Лізин

L: Лейцин

M: Метіонін

N: Аспарагін

P: Пролін

Q: Глутамін

R: Аргінін

S: Серин

T: Треонін

V: Валін

W: Триптофан

Кодований геном білок за функцією належить до фосфопротеїнів. 
Задіяний у таких біологічних процесах, як транскрипція, регуляція транскрипції, альтернативний сплайсинг. 
Білок має сайт для зв'язування з ДНК. 
Локалізований у ядрі.